# Бондаренко Іван Петрович
Іва́н Петро́вич Бондаре́нко (нар. 6 жовтня 1955, смт. Короп, Чернігівська область, УРСР, СРСР) — український мовознавець, перекладач. Доктор філологічних наук (1999), професор (2003), завідувач кафедри китайської, корейської та японської філології (у зв'язку з відкриттям у 2012 р. нових спеціальностей «в'єтнамська мова та література» і «індонезійська мова та література» кафедру було перейменовано на кафедру мов і літератур Далекого Сходу та Південно-Східної Азії). У 2005—2015 рр. — заступник директора Інституту філології КНУ ім. Тараса Шевченка.
Автор чи співавтор понад 260 наукових праць.

## Життєпис
Іван Бондаренко народився 6 жовтня 1955 року в селищі міського типу Короп Чернігівської області.
1978 року закінчив Ленінградський університет.
Від 1978 по 1982 р. — викладач російської мови Аннабинського університету (Алжир).
Від 1982 року працював в Одеському університеті на кафедрі мовної підготовки іноземних студентів.
З 1990 року — доцент кафедри російської мови в Університеті Тенрі.
Від 1990 до 1996 р. викладав російську та українську мови в Університеті Тенрі (Японія). У 1992—1994 рр. вивчав японську мову в Інституті японської мови (місто Нара).
1996—1999 рр. — навчання в докторантурі і захист докторської дисертації в Інституті сходознавства НАН України на тему «Російсько-японські мовні взаємини 18 ст. (Історико-лінгвістичне дослідження)»
У 2000—2003 роках — професор-консультант факультету міжнародної культури Університету Тенрі (Нара, Японія).
Від вересня 2003 року — професор кафедри тюркології Інституту філології Київського університету. Від червня 2004 року — завідувач новоствореної кафедри китайської, корейської та японської філології, яку пізніше було перейменовано на кафедру мов і літератур Далекого Сходу та Південно-Східної Азії. Від 1 жовтня 2020 р. — професор кафедри мов і літератур Далекого Сходу та Південно-Східної Азії.
З 2005 р. до 2015 р. — заступник директора Інституту філології Київського університету. Від грудня 2012 року — академік Академії наук ВШ України.
Читає нормативні курси:
- «Лінгвокраїнознавство Японії» для студентів першого та другого курсів;
- «Культура та література Японії» для студентів третього курсу;
- «Методологія художнього перекладу» для студентів-магістрів;
- «Актуальні проблеми сучасної лінгвістики» для студентів-магістрів;
- «Релігійно-філософські течії в японській літературі» для студентів третього курсу;
- «Еволюція жанрів та стилів класичної японської поезії» для студентів третього курсу.

Керує написанням магістерських робіт, здійснює керівництво науковою роботою аспірантів і докторантів кафедри.
За сумісництвом — старший науковий співробітник Інститут сходознавства НАН України (2003—2011 рр.)
Член редколегій фахових журналів:
- «Східний світ» (Інститут сходознавства НАН України);
- "Вісник КНУ. Серія: «Східні мови та літератури» (Інститут філології Київського національного університету).

## Праці

### Монографії
- Російська мова японських мореплавців (18 століття). — Нара, Японія: Тенрі-дайґаку. — 1996. — 230 с.
- Російсько-японські мовні взаємозв'язки 18 століття (Історико-лінгвістичне дослідження). — Одеса: Астропринт. — 2000. — 400 с.
- Розкоші і злидні японської поезії: японська поезія в контексті світової та української літератури. — К.: Вид. дім Дм. Бураго, 2010. — 566 с.
- Мовні та літературні зв'язки України з країнами Сходу / Колективна монографія / За ред. Бондаренка І. П. — Київ: Видавничий дім Дмитра Бураго, 2010. — 472 с. (Розробка наукового проекту; загальне редагування; автор «Передмови» (С. 5-6); автор розділів: 8.2 «Японістика в Україні. Сучасний стан та перспективи» (С. 353—373); 8.3 «Тарас Шевченко і японська література» (С. 374—390); співавтор розділу 6.1 «Корейська література в Україні» (278—292).
- Шевченкознавство в сучасному світі / Колективна монографія / За ред. Бондаренка І. П., Коломієць Л. В. — К.: Видавничий центр «Київський університет», 2014. — 460 с. (Розробка наукового проекту; загальне редагування; співавтор «Передмови», автор розділів: 8.2 «Шевченкознавство в Японії», «Японські шевченкознавці».
- Корейська класична поезія: універсальність і самобутність. — Київ: Видавничий дім Дмитра Бураго, 2020. — 312 с.

### Поезія
Недолугі недомовки недоумка.— Київ: Видавничий дім Дмитра Бураго, 2020. — 156 с.

### Словники
- Українсько-японський словник.—  Київ: Альтернативи. — 1997.— 240 с. (У співавторстві з Т.Хіно).
- Японсько-український, українсько-японський словник: Навчальний словник японських ієрогліфів. — Київ: Альтернативи.— 1998.— 592с. (У співавторстві з Т.Хіно).
- Японсько-український кишеньковий словник. — Одеса: Астропринт. — 2001.— 307 с. (У співавторстві з Т. Хіно).
- Японські поети: Біографічний словник. — Київ: Вид. дім Дмитра Бураго, 2011.— 368 с. (У співавторстві з Аністратенко Л.)
- Словник японських літературознавчих термінів. — Київ: Вид. дім Дмитра Бураго, 2011.— 330 с. (У співавторстві з Аністратенко Л.)
- Японсько-український словник. — Київ: Вид. дім Дмитра Бураго, 2012.— 350 с. (У співавторстві з Бондар Ю., Букрієнком А. та ін.).

### Підручники та навчальні посібники
- Лінгвокраїнознавство Японії. — К.: Вид. дім Дм. Бураго, 2012.— 670 с. (у співаторстві з О. Бондарем).
- Японська література. Хрестоматія /у 3-х томах/. — К.: Вид. дім Дм. Бураго, 2010—2012. — Том 1 (VII—XIII ст.). — 502 с. (у спіавторстві з Ю.Осадчою); Том 2 (XIV—XIX ст.) — 696 с.; Том 3 (XIX—XX ст.). — 536 с. (у спіавторстві з Ю.Осадчою).
- Японська поетика: Хрестоматія. — К.: Вид. дім Дм. Бураго, 2013.— 260 с. (у спіавторстві з Ю.Осадчою).
- Актуальні напрями і проблеми сучасної лінгвістики / Навчальний посібник для студентів-сходознавців. — К.: Вид. дім Дм. Бураго, 2014. — 272 с. (У спіавторстві з Т. Комарницькою).
- Японська література. Курс лекцій. Частина перша: давній і класичний періоди. — К.: Вид. дім Дм. Бураго, 2014.— 350 с. (у спіавторстві з Ю.Осадчою).
- Японська література. Курс лекцій. Частина друга: період шьоґунатів. — К.: Вид. дім Дм. Бураго, 2015.— 440 с. (у спіавторстві з Ю.Осадчою).
- Японська література. Курс лекцій. Частина третя: новітній період. — К.: Вид. дім Дм. Бураго, 2016.— 390 с. (у спіавторстві з Ю.Осадчою).
- Методологія художнього перекладу. (Навчальний посібник для студентів-японістів). — К.: Вид. дім Дм. Бураго, 2017.— 412 с. (У спіавторстві з Т. Комарницькою, С. Семенко).
- Історія українсько-японського і японсько-українського перекладу та наукових досліджень (Матеріали до курсу «Теорія та практика художнього перекладу» . — К.: Вид. дім Дм. Бураго, 2019.— 528 с. (У спіавторстві з Т. Комарницькою, С. Семенко).
- Японська література ХХ століття. Підручник. — Київ: Видавничий дім Дмитра Бураго, 2021. — 520 с. (У спіавторстві з Ю. Кузьменко).

### Переклади
- Антологія японської поезії. Хайку. XVII—XX ст. (Переклад з яп., передмова та коментарі). — Київ: Дніпро. — 2002.- 365 с.
- Офудэсаки (おふでさき — «На кончике Божественной кисточки») (Загальне редагування, переклад з яп. та коментарі).  — Нара (Японія): Тенрі Дзіхося. — 2003.  — 212 с. (У співавторстві з М. Обата, Х. Окабаяші, Т. Хіно).
- Антологія японської класичної поезії. Танка. Ренга. VIII—XVI ст. (Переклад з яп., передмова та коментарі). — Київ: Факт. — 2004. — 910 с.
- Sho (書 — «Сучасна японська каліграфія») (Переклад з яп.).- Київ: ТОВ «Артанія нова». — 2005. — 145 с. (У співавт. з А. Букрієнком, К. Комісаровим).
- Збірка старих і нових японських пісень («Кокін-вака-сю») (Переклад з яп.,передмова та коментарі). — Київ: Факт. — 2006. — 1280 с.
- Стежками Басьо (К.: Грані-Т, 2007) (у співаторстві з Г. Шевцовою — передмова, основний текст; Бондаренко І. — переклад віршів Мацуо Басьо). — 96 с.
- Сто краєвидів малювали хмари (К.: Грані-Т, 2007). — 48 с.
- Японська класична поезія / Передмова та переклад з яп. І. П. Бондаренка. — Харків: Фоліо, 2007—415 с.
- По одному віршу ста поетів (1235 р.) (К.: Грані-Т, 2008). — 232 с.
- Рьокан. Вибрані поезії (К.: Грані-Т, 2008). — 264 с.
- Кім Соволь. Ясний місяць. Лірика (К.: Грані-Т, 2008). — 368 с.
- Коник, равлик і зозуля (Японські поети-класики — дітям). — Тернопіль: Навчальна книга — Богдан, 2011. — 132 с.
- Японська література. Хрестоматія в 3-х томах.- К.: Видавничий дім Дмитра Бураго, 2010—2012 рр. (Упорядник, автор передмов, довідкових статей, коментарів, перекладач) (У співаторстві). Том перший: VII—XIII ст. — 562 с.; Том другий: XIV—XIX ст. — 696 с.; Том третій: XIX—XX ст. — 536 с.
- Яшмове намисто. Танка. / Переклад з японської. — Харків: Фоліо, 2013—224 с.
- Травнева Фудзі. Хайку. / Переклад з японської. — Харків: Фоліо, 2013—224 с.
- Мацуо Башьо. Стежками Півночі.  — К.:  Видавничий дім Дмитра Бураго, 2014. — 208 с. (У спіавторстві з Т. Комарницькою).

- Неприкаяні душі. Антологія поезії японських мандрівних поетів  — дзен-буддистів. — К.: Видавничий дім Дмитра Бураго, 2014. — 660 с.
- Жага кохання. Антологія японської жіночої поезії IV—XX ст. — К.:  Видавничий дім Дмитра Бураго, 2016. — 512 с.
- Шінкокін-вака-шю. 新古今和歌集. Нова збірка давніх та сучасних японських пісень (Японська поетична антологія) (1205 р.). — К.:  Видавничий дім Дмитра Бураго, 2018. — 832 с.
- Антологія корейської поезії (I ст. до н.е — XX ст. н. е.).  — К.:  Видавничий дім Дмитра Бураго, 2019. — 804 с. (У співавторстві).
- Кім Соволь. Лірика. Вибрані твори.  — К.:  Видавничий дім Дмитра Бураго, 2019. — 248 с.
- Сучасна корейська поезія. Хрестоматія. — Київ: ВПЦ «Київський університет», 2019. — 255 с. (У співавторстві зі Скрипник Ю. Д.).
- Вірші японських імператорів та імператриць. Антологія. — К.:  Видавничий дім Дмитра Бураго, 2020. — 328 с.
- Недолугі недомовки недоумка. — К.: Видавничий дім Дмитра Бураго, 2020. — 192 с.
- Чо Джіхун (조지훈). Вибрані поезії / Упорядкування, передмова та коментарі І. П. Бондаренко / Переклад з кор. І. П. Бондаренко, І. А. Грушкевич. — К.: Видавничий дім Дмитра Бураго, 2020. — 208 с.
- Тачібана Акемі. Мої маленькі радощі / Передмова, переклад з японської та коментарі Івана Бондаренка. — К.: Видавничий дім Дмитра Бураго, 2022. — 118 с.
- Саке і хайку / Передмова, переклад з японської та коментарі Івана Бондаренка. — К.: Видавничий дім Дмитра Бураго, 2022. — 148 с.
- 100 кращих японських хайку. — К.: Видавничий дім Дмитра Бураго, 2023. — 116 с.
- 100 кращих японських танка. — К.: Видавничий дім Дмитра Бураго, 2023. — 152 с.
- Йосано Акіко. Скуйовджене волосся / Передмова, переклад з японської та коментарі Івана Бондаренка. – Київ: Видавничий дім Дмитра Бураго, 2023.  456
- Пряма дорога смуток навіває (Поезія Танеди Сантоки, 1882-1940) / Передмова, переклад з японської та коментарі Івана Бондаренка. – К.: Видавничий дім Дмитра Бураго, 2023. – 400 с.
- Одзакі Хосай. Одноногий горобчик ()Вибрані хайку) / Передмова, пер. з яп. та коментарі Івана Бондаренка. – К.: Видавничий дім Дмитра Бураго, 2024. – 448 с.
- Сакура. Шедеври японської поезії та живопису IV-XI ст. Том І. — 320 с.
- Фудзіяма. Шедеври японської поезії та живопису XI-XVII ст. Том ІІ. — 304 с.
- Хризантеми. Шедеври японської поезії та живопису XVII-XIX ст. Том III. — 310 с.
- Метелик. Шедеври японської поезії та живопису XIX-XX ст. Том IV. — 315 с.
- Хан Йонун. Вибране / Передмова, пер. з корейської та коментарі Івана Бондаренка. – К.: Видавничий дім Дмитра Бураго, 2024. – 208 с.